# Miss Brodies bästa år
Miss Brodies bästa år (engelska: The Prime of Miss Jean Brodie) är en brittisk långfilm från 1969 i regi av Ronald Neame, med Maggie Smith, Robert Stephens, Pamela Franklin och Gordon Jackson i rollerna. Filmen bygger på boken Jay Presson Allens pjäsversion av romanen Miss Jean Brodies bästa år av Muriel Spark. Maggie Smith vann en Oscar för bästa kvinnliga huvudroll.

## Rollista
| Maggie Smith           | – Jean Brodie       |
| Robert Stephens        | – Teddy Lloyd       |
| Pamela Franklin        | – Sandy             |
| Gordon Jackson         | – Gordon Lowther    |
| Celia Johnson          | – Miss Mackay       |
| Diane Grayson          | – Jenny             |
| Jane Carr              | – Mary McGregor     |
| Shirley Steedman       | – Monica            |
| Lavinia Lang           | – Emily Carstairs   |
| Antoinette Biggerstaff | – Helen McPhee      |
| Margo Cunningham       | – Miss Campbell     |
| Isla Cameron           | – Miss McKenzie     |
| Rona Anderson          | – Miss Lockhart     |
| Ann Way                | – Miss Gaunt        |
| Molly Weir             | – Miss Allison Kerr |